# Lanvéoc

Lanvéoc este o comună în departamentul Finistère, Franța. În 1 ianuarie 2022 avea o populație de 1.951 de locuitori.